# Кевин Осей
Кевин Осей (роден на 26 март 1991 в Марсилия) е френски футболист с ганайски паспорт, играе като десен полузащитник и се състезава за Локомотив (Горна Оряховица).

## Кариера
Състезател е на родния си клуб в периода 2009 – 2014 година. През сезон 2011-2012 е в аматьорския ФК Авирон Байон. През кампанията 2014-2015 г. облича екипа на втородивизионния Васланд-Беверен (Белгия). Следва един полусезон във ФК Карлайл Юнайтед – отбор от Първа лига (Трета дивизия на Англия).
На 18 октомври 2016 подписва със Спартак Плевен.